# John Paxson
John Paxson (ur. 29 września 1960 w Dayton) – amerykański koszykarz występujący na pozycji rozgrywającego, trzykrotny mistrz NBA.

## Kariera sportowa
W 1979 wystąpił w meczu gwiazd amerykańskich szkół średnich - McDonald’s All-American.
Podczas studiów występował w barwach uczelni University of Notre Dame, a w 1983 został wybrany do drugiej piątki najlepszych koszykarzy z ligi uczelnianej. Podczas kariery w college'u zdobywał średnio 12 punktów na mecz.
Paxson, którego ojciec Jim Sr. oraz brat Jim Jr. również grali w NBA, został wybrany przez San Antonio Spurs z numerem 19 w drafcie w 1983. W 1985, po dwóch sezonach spędzonych w San Antonio, John jako wolny agent podpisał kontrakt z Chicago Bulls, którzy liczyli, że w linii obrony będzie wspomagał Michaela Jordana. Paxson zrobił nie tylko to, po co został sprowadzony, ale, w czasie, gdy Bulls sięgali po pierwsze trzy mistrzowskie tytuły, udowodnił także, że jest wartościowym strzelcem rzutów za 3 punkty i kluczowym graczem drużyny.
Najbardziej znanym zagraniem Paxsona jest końcowy rzut podczas Finałów NBA w roku 1993, kiedy to Chicago Bulls grali przeciwko Phoenix Suns. W meczu nr 6 owych finałów, w hali America West Arena w Phoenix, Bulls przegrywali z Suns 96 – 98 i zanosiło się na siódmy mecz. Paxson oddał rzut za 3 punkty na 3,9 sekundy przed końcem spotkania, dając „Bykom” zwycięstwo 99 – 98, co zapewniło im zdobycie trzeciego z rzędu mistrzowskiego tytułu. Rzut ten stał się znany w NBA jako koszykarska wersja historycznego „strzału słyszanego na całym świecie” (oddany bez rozkazu „strzał słyszany na całym świecie” rozpoczął wojnę o niepodległość Stanów Zjednoczonych).
Najlepszy w karierze sezon Paxsona, to 1986/87 kiedy zdobywał średnio 11,3 punktu oraz zaliczał 5,7 asysty na mecz. Równie udany miał sezon 1989/90 kiedy notował średnio na mecz 10 punktów i 4,1 asysty.
Po odejściu na emeryturę Paxson pracował przez krótki czas jako asystent trenera, kiedy Bulls zdobywali czwarty w historii klubu tytuł, a następnie pracował jako komentator dla Bulls. W kwietniu 2003 Paxson otrzymał stanowisko wiceprezydenta Relacji Koszykarskich w Bulls. Latem tego samego roku został awansowany na Głównego Menadżera po tym, jak na emeryturę odszedł długoletni GM klubu, Jerry Krause. Po przegranej Bulls w play-offach w maju 2009 zrezygnował z posady menedżera, pozostając wiceprezesem ds. operacji koszykarskich.

## Osiągnięcia
Na podstawie, o ile nie zaznaczono inaczej.
NCAA
- Uczestnik rozgrywek:
  - Sweet 16 turnieju NCAA (1981)
  - II rundy turnieju NCAA (1980, 1981)
- Zaliczony do II składu All-American (1982, 1983)

NBA
- Mistrz NBA (1991–1993)
- Lider play-off w skuteczności rzutów:
  - za 3 punkty (1993)[3]
  - wolnych (1990 - wspólnie z Markiem Pricem, Billem Hanzlikiem, Rolando Blackmanem, 1991)[4]

Trenerskie
- Mistrz NBA jak asystent trenera (1996)